# Премия AVN за лучшую сцену стриптиза
Премия AVN за лучшую сцену стриптиза (англ. AVN Award for Best Tease Performance) — награда, вручавшаяся компанией AVN в Лас-Вегасе на церемонии AVN Awards с 1990 по 2014 год. С 2015 года категория объединена с номинацией «Лучшая сцена мастурбации» и существует под названием Best Solo/Tease Performance.

## Лауреаты и номинанты

### 1990-е годы
| Победитель            | Номинанты                                 | |
| VII церемония - 1990  | VII церемония - 1990                      | VII церемония - 1990 |
| --------------------- | ----------------------------------------- | --- |
|                       | Трейси Адамс за The Adventures of Buttman | |
| VIII церемония - 1991 |                                           | |
|                       | Chantel за Bend Over Babes                | |
| IX церемония - 1992   |                                           | |
|                       | Тианна (1) за Indian Summer, Parts 1 & 2  | - Kym Wilde за Bend Over Babes II |
| X церемония - 1993    |                                           | |
|                       | Ракель Дэрриан за Bonnie and Clyde        | |
| XI церемония - 1994   |                                           | |
|                       | Тианна (2) за Nothing to Hide 2 - Justine | |
| XII церемония - 1995  |                                           | |
|                       | Кристина Энджел за Dog Walker             | |
| XIII церемония - 1996 |                                           | |
|                       | Кристи Кэнион за Comeback                 | |
| XIV церемония - 1997  |                                           | |
|                       | Джанин за Extreme Close-Up: Janine        | |
| XV церемония - 1998   |                                           | |
|                       | Сильвия Сэйнт за Fresh Meat 4             | |
| XVI церемония - 1999  |                                           | |
|                       | Ава Люстра за Leg Sex Dream               | - Бриттани Эндрюс за Barefoot Confidential - Кристал Найт за Best Butt(e) in the West 4 - Анита Дарк за Bodyslammin': Shake & Tumble - Никки Андерсон за Buttman in Budapest - Тиа Белла за Camera Shy - Ава Люстра за Every Woman Has a Foot Fantasy - Никки Андерсон за The Lecher - Джессика Дарлин за Planet of the Gapes 2 - Джилл Келли за Skin: Cuntrol - Рэйлин за Sodomania 24 - Charlie за Welcome to the Cathouse - Темптрис за Wet Cotton Panties 5 |

### 2000-е годы
| Победитель             | Номинанты                                       | |
| XVII церемония - 2000  | XVII церемония - 2000                           | XVII церемония - 2000 |
| ---------------------- | ----------------------------------------------- | --- |
|                        | Далия Грей за Playthings                        | - Лиза Белла за Voyeur 14 - Азия Каррера за Taxi Dancers - Michelle Derriere за Buttman Confidential - Венди Дивайн за Poser - Девон за Extreme Close-Up 4 - Elle и Katie за Sodomania 29 - Сабрина Джонсон за Barefoot Confidential 3 - Рэйлин за The Trophy - Анита Ринальди за Superstition |
| XVIII церемония - 2001 |                                                 | |
|                        | Джессика Дрейк за Shayla's Web                  | - Далия Грей за Aroused - Таша Хантер за Artemesia - Эйприл Флауэрс за Blondes - Джина Вайс за Buttman's Anal Show - Kelly за Dirty Anal Kelly in Rome - Стефани Стил за Fresh Meat #8 - Стейси Валентайн за My Plaything - Джина Линн за Sex De Luxe - Анита Ринальди за The Tease |
| XIX церемония - 2002   |                                                 | |
|                        | Тера Патрик за Island Fever                     | - Джезебель Бонд и Шей Суит за Love Shack - Никита Дениз за Balls Deep - Кэйлин за Primal Penetrations - Т.Дж. Харт за Primal Penetrations - Kelsey за Exposed - Феникс Рэй за Barefoot Confidential 13 - Майяра Родригез за Buttman's Bend Over Babes 3 - Тейлор Сент-Клэр за Balls Deep 2 |
| XX церемония - 2003    |                                                 | |
|                        | Белладонна за The Fashionistas                  | - Челси Блу, Gia и Тейлор Сент-Клэр за The Fashionistas - Бри Брукс за Fresh Meat 13 - Daisy Chain за Just Say No - Дженна Джеймсон за Jenna's Playhouse - Джастин за Girlfriends - Алекса Рэй за Lex the Impaler 2 - Томми Роуз за Hearts & Minds |
| XXI церемония - 2004   |                                                 | |
|                        | Мишель Уайлд за Crack Her Jack                  | - Моник Александер за Naughty Newbies - Ди за Becoming Georgia Adair - Индия, Шайла Стайлз и Никки Фэйрчайлд за Hustlaz: Diary of a Pimp - Джесси Джейн за Erotique - Жюстин Джоли за Jack's Playground - Алисса Лавлэйс за Jack's Playground 2 - Мишель Майклс за Fetish: The Dream Scape - Моника Мендез за Sinful Creations - Алекса Рэй за Once You Go Black… You Never Go Back! - Шей Сайтс за Fem Aria - Simone за Erotica XXX 3 - Сайрен за Club Fantasy                                                                                       |
| XXII церемония - 2005  |                                                 | |
|                        | Вики Ветте за Metropolis                        | - Мэнди Брайт за Manhammer 2 - Пандора Дримс за Big Wet Asses 4 - Далия Грей за Flirts - Таня Джеймс за Innocence: Little Secrets - Джессика Джеймс за Hustler's Centerfolds - Джинджер Джоли за Flirts - Джиа Джордан за Gothsend - Кейлени Леи за Smokin' P.O.V. - Алексис Малон за Strip Tease Then Fuck 4 - Сабрин Мауи за My Plaything Sabrine Maui - Лорен Феникс за I'm Your Slut 2 - Николь Шеридан за Tell Me What You Want - Лили Тай за Boz - Наутика Торн за Fuck Dolls                                                                   |
| XXIII церемония - 2006 |                                                 | |
|                        | Кацуми за Ass Worship 7                         | - Алексис Амор за Zrotique - Никки Бенц за Take No Prisoners - Джасмин Бирн за Bet Your Ass 3 - Даша за Suck Fuck Swallow - Джада Файер за Sperm Smiles - Далия Грей за Teasers - Рокси Джезель за Myne Tease 2 - Джинджер Джоли за Body Language - Жюстин Джоли за Blue Erotica - Маккензи Ли за Slut Puppies - Эшли Лонг за Illumination - Тиффани Майнкс за Butt Blassted! - Лорен Феникс за Lauren Phoenix’s Fuck Me - Хиллари Скотт за Butt Blassted! - Кристал Стил за My Plaything: Krystal Steal                                              |
| XXIV церемония - 2007  |                                                 | |
|                        | Эми Рид за My Plaything Amy Ried                | - Джасмин Бирн за Jack's Playground 31 - Рокси Девиль за Blacklight Beauty - Пенни Флейм за Short & Sleazy - Кинзи Кеннер за Big Wet Asses 7 - Тори Лэйн за Illegal Ass - Маккензи Ли за My Plaything: McKenzie Lee - Smokin' Mary Jane за The Rebelle Rousers - Райли Мэйсон за Hard Candy - Наоми за Naomi: There's Only One - Селеста Стар за Intoxicated - Дженнифер Стил за Butt Blassted 3 - Валентина Вон за Valentina - Валентина Веласкез за Crack Her Jack 5 - Ariel X за Sex Gallery                                                       |
| XXV церемония - 2008   |                                                 | |
|                        | Брианна Лав за Brianna Love: Her Fine Sexy Self | - Мэри Лав за Anal Asspirations 5 - Эшлинн Брук за Ashlynn & Friends - Моник Александер за Call Girl Confidential - Дженавив Джоли за Control 5 - Дженна Хейз за Interactive Sex With Jenna Haze - Тиган Пресли за Jack's POV 5 - Бри Олсон за Lex on Blondes 3 - Кармен Кинсли за Massive Asses - Бри Беннетт за My Plaything Brea Bennett - Дженни Хендрикс за Plump Round Rumps - Сатива Роуз за Pretty Pussies Please 3 - Кортни Пейдж за Sex With Young Girls 11 - Эми Рид за Slut Puppies 2 - Катарина Кэт за Tear Jerkers 3                    |
| XXVI церемония - 2009  |                                                 | |
|                        | Дженна Хейз за Pretty as They Cum               | - Моник Александер за Please Me - Эшлинн Брук за My Plaything: Ashlynn Brooke - Morgan Dayne за Morgan Dayne’s Deviant - Дженни Хендрикс за The Jenny Hendrix Anal Experience - Джесси Джейн за Cheerleaders - Джина Линн за Oil Overload - Тори Лэйн за Ass Stretchers POV - Санни Леоне за Sunny Loves Matt - Ребека Линарес за Rebeca Linares Raw - Луна Люкс за Black Reign 13 - Дейзи Мэри за Touch Me - Джианна Майклз за Nice Rack 16 - Эми Рид за Swimsuit Calendar Girls - Энн Мари Риос за Chicks and Salsa 5 - Шайла Стайлз за Curvy Girls |

### 2010-е годы
| Победитель              | Номинанты                                        | |
| XXVII церемония - 2010  | XXVII церемония - 2010                           | XXVII церемония - 2010 |
| ----------------------- | ------------------------------------------------ | --- |
|                         | Тори Блэк за Tori Black Is Pretty Filthy         | - Ева Анджелина за Deviance - Джулия Энн за Big Wet Asses 15 - Белладонна за Belladonna: Fetish Fanatic 7 - Эви Делатоссо за Swimsuit Calendar Girls 3 - Дженна Хейз за The Five - Джейден Джеймс за Curvy Girls 4 - Дженавив Джоли за Internal Cumbustion 14 - Катя Кассин за Cock Tease 2 - Санни Леоне за Undress Me - Меган Мэлон за Strip Tease - Джианна Майклз за Performers of the Year 2009 - Паола Рей за Night Trips: A Dark Odyssey - Фэй Рейган за Young & Glamorous - Алексис Тексас за Buttwoman Returns                                   |
| XXVIII церемония - 2011 |                                                  | |
|                         | Ева Анджелина и Алексис Тексас за Car Wash Girls | - Рэйвен Алексис за Asslicious 2 - Аса Акира за Slutty & Sluttier 12 - Капри Андерсон за Meow! - Джулия Энн за Pretty as They Cum 2 - Одри Битони за My Plaything: Audrey Bitoni - Тори Блэк за Evil Anal 11 - Дженна Хейз за Just Jenna - Джейден Джеймс за Jayden Jaymes Unleashed - Кэгни Линн Картер за Slut Worthy - Таннер Мэйс за Fresh Picked - Сара Ванделла за Downtown Girls - Бобби Старр за Pretty as They Cum 2 - Сэди Уэст за Pornstar Workout 2                                                                                           |
| XXIX церемония - 2012   |                                                  | |
|                         | Аса Акира за Asa Akira Is Insatiable 2           | - Брэнди Энистон за Sexy - Грейси Глэм за Gracie Glam Lust - Элли Хейз за Bush - Дженна Хейз за Just Jenna 2 - Мэдисон Айви за The Bombshells - Katsuni за Phat Bottom Girls 4 - Бруклин Ли за The Bombshells 3 - Таннер Мэйс за Slutty & Sluttier 13 - Джинкс Мейз за Big Wet Asses 18 - Холли Майклс за Swimsuit Calendar Girls 2011 - Эми Майли за Sex Dolls - Эйприл О’Нил за Legs Up Hose Down - Кристина Роуз за Party Girls - Энди Сан Димас за The Bombshells                                                                                     |
| XXX церемония - 2013    |                                                  | |
|                         | Реми Лакруа и Лекси Белл за Remy                 | - Аса Акира за Asa Akira is insatiable 3 - Холли Майклс за Best New Starlets 2012 - Бруклин Ли за Big Wet Asses 21 - Франческа Джеймс за Big Wet Butts 6 - Дэни Дэниелс за Dani Daniels Dare - Асфиксия Нуар за Extreme Public Adventures 6 - Джада Стивенс и Анника Элбрайт за Jada Stevens is Buttwoman - Санни Леоне и Дейзи Мэри за Lesbian Workout - Лекси Белл за Lexi - Алексис Тексас за Rear View 2 - Кристина Роуз за Seduction - Леа Лексис за Sexual Gymnastics - Джинкс Мейз за Slutty n' Sluttier 15 - Мэдди О’Райли за Young & Glamorous 3 |
| XXXI церемония - 2014   |                                                  | |
|                         | Анника Элбрайт за Anikka                         | - Шанель Престон за Anal Plungers 2 - Мелоди Джордан за Anal Youth - Райли Рид за Best New Starlets 2013 - Капри Андерсон за Cuties 4 - Шина Шоу за Evil Anal 17 - Бонни Роттен за Hot Body Ink - Алексис Тексас за The Insatiable Miss Alexis Texas - Реми Лакруа за Remy 2 - Мисси Мартинес за Seduction 2 - Роми Рэйн за Soaking Wet - Санни Лэйн за The Stripper 2 - Дэни Дэниелс за Top Bottoms - Кристи Мак за Trashy - Кеннеди Ли за Ultimate Fuck Toy                                                                                             |